# Sanremo-Festival 2010
Die 60. Ausgabe des Festival della Canzone Italiana di Sanremo fand 2010 vom 16. bis zum 20. Februar im Teatro Ariston in Sanremo statt und wurde von Antonella Clerici moderiert.

## Ablauf

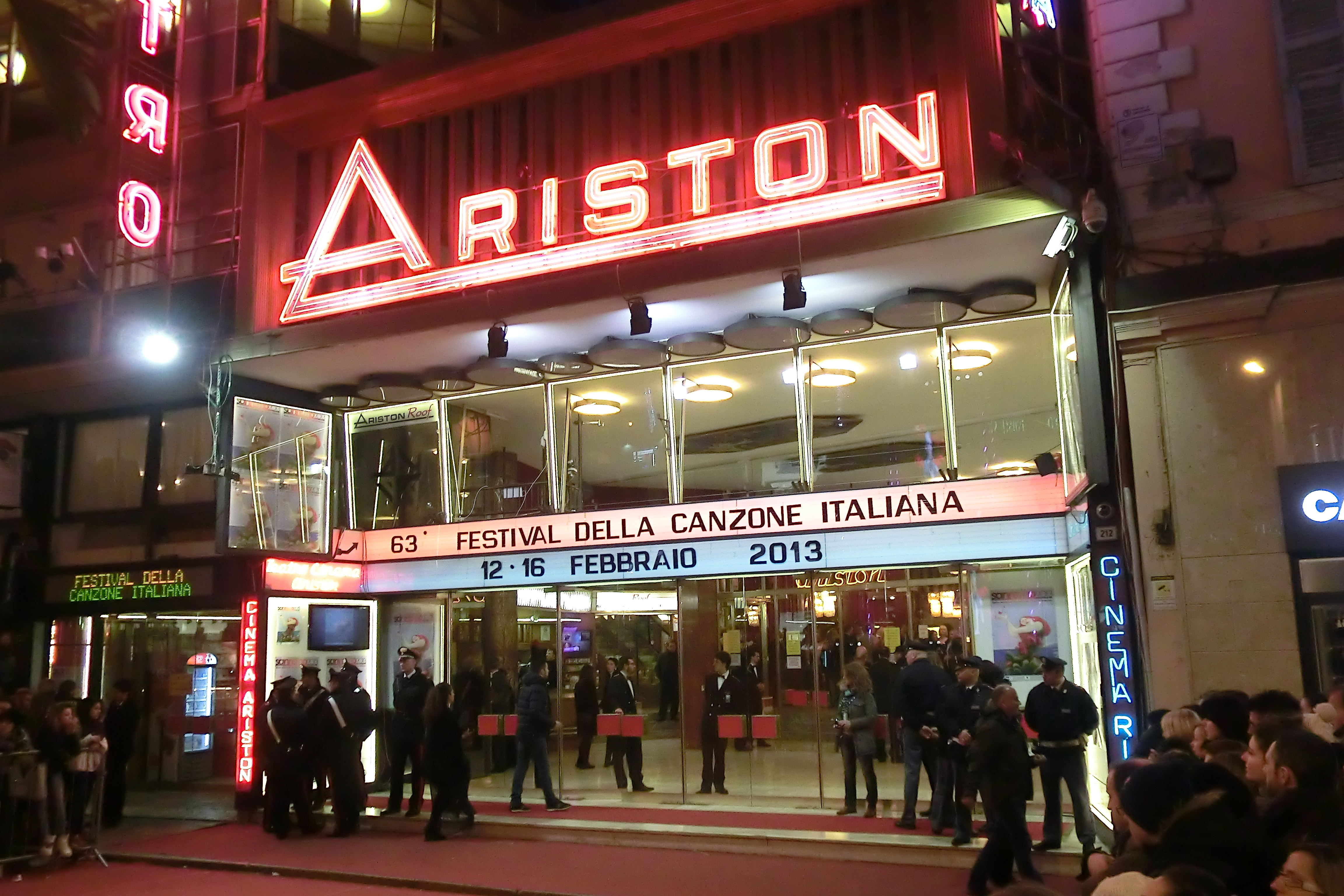
Das Ariston-Theater, Veranstaltungsort des Sanremo-Festivals

2010 übernahm erstmals Gianmarco Mazzi im Alleingang die Organisation des Festivals. Er folgte im Wesentlichen dem bewährten Modell des Vorjahres, mit Duettabend, Ausscheidungen und einer reinen Televoting-Abstimmung im Finale. In der Newcomer-Kategorie gingen zehn Beiträge ins Rennen, in der Hauptkategorie waren 26 vorgesehen, doch Morgan wurde noch vor Festivalbeginn ausgeschlossen, nachdem er in einem Interview seinen Kokainkonsum verteidigt hatte. Für die Moderation wurde Antonella Clerici verpflichtet.
Nach dem Sieg von Marco Carta im Vorjahr schlug sich der Einfluss der Castingshows im Teilnehmerfeld 2010 noch einmal stärker nieder: In der Hauptkategorie fanden sich Marco Mengoni (X-Factor-Sieger 2009), Valerio Scanu (Amici-Finalist 2009) und Noemi (X-Factor-Teilnehmerin 2009), in der Newcomer-Kategorie Tony Maiello (X-Factor-Teilnehmer 2008). Aus der Newcomer-Kategorie des Vorjahres kehrten Arisa, Malika Ayane und Irene Fornaciari nun in der Hauptkategorie zurück, ebenso die Newcomer-Sieger 2008 Sonohra und 2007 Fabrizio Moro. Mit Toto Cutugno, Enrico Ruggeri, Povia und Simone Cristicchi waren daneben vier ehemalige Sanremo-Sieger vertreten. Unter den Gästen dieser Ausgabe waren Königin Rania von Jordanien und Jennifer Lopez.
Povias Beitrag La verità war der 2009 nach 17 Jahren im Wachkoma verstorbenen Eluana Englaro gewidmet und entsprechend kontrovers. Für den größten Aufruhr sowohl bei den Kritikern als auch bei anderen Teilnehmern sorgte allerdings der patriotische Beitrag Italia amore mio von Pupo, der sich dabei von Emanuele Filiberto, einem Nachkommen des letzten italienischen Königs, und dem Tenor Luca Canonici begleiten ließ. Als das Trio die Endrunde der besten drei erreichte, wurde es vom Publikum mit lauten Pfiffen bedacht und die Orchestermusiker zerrissen aus Protest die Noten.
Valerio Scanu konnte sich schließlich mit Per tutte le volte che… durchsetzen, vor Italia amore mio sowie Marco Mengoni mit Credimi ancora. Bei den Newcomern hatte Tony Maiello mit Il linguaggio della resa gewonnen. Die Kritikerpreise gingen an Malika Ayane (Ricomincio da qui) und an Nina Zilli (L’uomo che amava le donne).

## Teilnehmende Beiträge

### Artisti
- Sieger
- In der Vorrunde ausgeschieden

| Platzierung                       | Interpret                                     | Lied                               | Autoren                                                                |
| --------------------------------- | --------------------------------------------- | ---------------------------------- | ---------------------------------------------------------------------- |
| 1                                 | Valerio Scanu                                 | Per tutte le volte che…            | Pierdavide Carone                                                      |
| 2                                 | Pupo und Emanuele Filiberto mit Luca Canonici | Italia amore mio                   | Emanuele Filiberto di Savoia, Pupo                                     |
| 3                                 | Marco Mengoni                                 | Credimi ancora                     | Marco Mengoni, Stella Fabiani, Massimo Calabrese, Piero Calabrese      |
| 4                                 | Noemi                                         | Per tutta la vita                  | D. Calvetti, M. Ciappelli                                              |
| 5                                 | Malika Ayane                                  | Ricomincio da qui                  | Malika Ayane, Pacifico, Ferdinando Arnò                                |
| 6                                 | Irene Fornaciari und Nomadi                   | Il mondo piange                    | Zucchero Fornaciari, Damiano Dattoli, Irene Fornaciari                 |
| 7                                 | Simone Cristicchi                             | Meno male                          | Simone Cristicchi, Frankie Hi-NRG MC, Elia Marcelli, Alessandro Canini |
| 8                                 | Irene Grandi                                  | La cometa di Halley                | Francesco Bianconi, Irene Grandi                                       |
| 9                                 | Arisa (mit Sorelle Marinetti)                 | Malamorenò                         | Giuseppe Anastasi                                                      |
| 10                                | Povia                                         | La verità                          | Povia                                                                  |
|                                   | Fabrizio Moro                                 | Non è una canzone                  | Fabrizio Moro                                                          |
| Enrico Ruggeri                    | La notte delle fate                           | Enrico Ruggeri                     |                                                                        |
| Toto Cutugno                      | Aeroplani                                     | Toto Cutugno, C. Romano, S. Iodice |                                                                        |
| Sonohra                           | Baby                                          | Roberto Tini, Diego Fainello       |                                                                        |
| Nino D’Angelo und Maria Nazionale | Jammo jà                                      | Nino D’Angelo                      |                                                                        |

### Nuova Generazione
- Sieger
- In der Vorrunde ausgeschieden

| Platzierung          | Interpret           | Lied                                | Autoren                                                          |
| -------------------- | ------------------- | ----------------------------------- | ---------------------------------------------------------------- |
| 1                    | Tony Maiello        | Il linguaggio della resa            | Tony Maiello, Fio Zanotti, Fabrizio Ferraguzzo, Roberto Cardelli |
| 2                    | Jessica Brando      | Dove non ci sono ore                | Valeria Rossi                                                    |
| 3                    | Nina Zilli          | L’uomo che amava le donne           | Nina Zilli, Kaballà                                              |
| 4                    | Luca Marino         | Non mi dai pace                     | Luca Marino                                                      |
|                      | La Fame di Camilla  | Buio e luce                         | Ermal Meta, Giovanni Colatorti, Dino Rubini, Lele Diana          |
| Nicolas Bonazzi      | Dirsi che è normale | Nicolas Bonazzi                     |                                                                  |
| Romeus               | Come l’autunno      | Carmine Tundo, Tricarico            |                                                                  |
| Broken Heart College | Mesi                | Michele Longobardi, Nicolò Arquilla |                                                                  |
| Mattia De Luca       | Non parlare più     | Tricarico                           |                                                                  |
| Jacopo Ratini        | Su questa panchina  | Jacopo Ratini                       |                                                                  |

## Erfolge
Mit nur einer Ausnahme stiegen alle Beiträge aus der Hauptkategorie im Anschluss in die italienischen Singlecharts ein, ebenso die besten drei aus der Newcomer-Kategorie. Am erfolgreichsten war Noemis Per tutta la vita, aber auch Valerio Scanus Siegertitel erreichte die Chartspitze.

| Jahr | Titel Interpret                                                | Höchstplatzierung, Gesamtwochen, AuszeichnungChartsChartplatzierungen (Jahr, Titel, Interpret, Platzierungen, Wochen, Auszeichnungen, Anmerkungen) | Anmerkungen        |
| Jahr | Titel Interpret                                                | IT | Anmerkungen        |
| ---- | -------------------------------------------------------------- | --- | ------------------ |
| 2010 | Per tutta la vita Noemi                                        | IT1 (21 Wo.)IT | Platz 4            |
| 2010 | Per tutte le volte che… Valerio Scanu                          | IT1 (14 Wo.)IT | Platz 1            |
| 2010 | Ricomincio da qui Malika Ayane                                 | IT2 (17 Wo.)IT | Platz 5            |
| 2010 | Credimi ancora Marco Mengoni                                   | IT3 (14 Wo.)IT | Platz 3            |
| 2010 | Malamorenò Arisa                                               | IT4 (10 Wo.)IT | Platz 9            |
| 2010 | La verità Povia                                                | IT5 (6 Wo.)IT | Platz 10           |
| 2010 | La cometa di Halley Irene Grandi                               | IT7 (15 Wo.)IT | Platz 8            |
| 2010 | Meno male Simone Cristicchi                                    | IT9 (6 Wo.)IT | Platz 7            |
| 2010 | Il mondo piange Irene Fornaciari feat. Nomadi                  | IT11 (6 Wo.)IT | Platz 6            |
| 2010 | L’uomo che amava le donne Nina Zilli                           | IT15 (25 Wo.)IT | Platz 3 (Newcomer) |
| 2010 | Non è una canzone Fabrizio Moro                                | IT17 (2 Wo.)IT | Ausgeschieden      |
| 2010 | Il linguaggio della resa Tony Maiello                          | IT19 (4 Wo.)IT | Platz 1 (Newcomer) |
| 2010 | La notte delle fate Enrico Ruggeri                             | IT22 (3 Wo.)IT | Ausgeschieden      |
| 2010 | Baby Sonohra                                                   | IT26 (1 Wo.)IT | Ausgeschieden      |
| 2010 | Italia amore mio Pupo und Emanuele Filiberto mit Luca Canonici | IT27 (2 Wo.)IT | Platz 2            |
| 2010 | Jammo jà Nino D’Angelo und Maria Nazionale                     | IT33 (1 Wo.)IT | Ausgeschieden      |
| 2010 | Dove non ci sono ore Jessica Brando                            | IT50 (1 Wo.)IT | Platz 2 (Newcomer) |

## Belege
1. ↑  Guido Racca & Chartitalia: Top 100 FIMI Singoli. Lulu, 2013.